# Venezuelas historia
Den här artikeln behandlar Venezuelas historia.

## Upptäckartiden–självständigheten
Christofer Columbus upptäckte Venezuela 1498 under sin tredje resa till Amerika och 1522 upprättades de första permanenta spanska bosättningarna i Sydamerika i dagens Venezuela. På 1500-talet försökte det tyska handelshuset Welser utan framgång kolonisera landet. Venezuela förblev en del av flera olika spanska kolonier fram till självständigheten 1811 då det tillsammans med Colombia och Ecuador bildade Gran Colombia. Under de följande självständighetskrigen fram till 1830 ledde flera generaler under Simón Bolívar Venezuelas arméer frihetskampen i Colombia, Panama, Ecuador, Peru och Bolivia. 1830 blev Venezuela en självständig republik.

## Venezuelas moderna historia
Under återstoden av 1800-talet och början av 1900-talet präglades Venezuela av politisk instabilitet, politisk kamp och diktatur. Efter ett par decenniers demokratisträvanden tvingades militären dra sig ur inrikespolitiken 1958. Mellan 1959 och 1998 turades socialdemokrater (Acción Democrática) och kristdemokrater (COPEI) om i att styra Venezuela. 1960- och 1970-talen präglades av relativt ökande välstånd, främjat av oljeintäkterna. Under 1980-talet sjönk landet dock i en ekonomisk kris, vilken var en bidragande orsak till 1989 års "Caracazo", de våldsammaste upploppen i Venezuelas historia.
Landet ändrade politisk riktning i samband med valen 1998, då nuvarande Hugo Chávez blev president. Denne avbröt de tidigare nyliberala reformer som präglade 1990-talet, och gjorde stora ändringar i statsskicket (se bolivarianska revolutionen) under mottot "Fädernesland, socialism eller döden" (Patria, socialismo o muerte). Chávez åtnjuter en stor popularitet bland landets fattiga befolkning, men hans politik och ledarskap kritiseras av breda folklager i samhället. En statskupp 2002 försökte avsätta Chávez men föll samman efter två dygn. Hugo Chávez sjösatte sitt samhällsprojekt med ”21:a århundradets socialism”.

### Krisen i Venezuela
Hugo Chávez dog 2013 och efterträddes som president av Nicolás Maduro. Landet befinner sig i en djup kris och ett 50-tal stater i världen erkänner inte dess regering. Ekonomin är i fritt fall med djup misär och utbredd våldsbrottslighet som följd. Det auktoritära styret under Chávez efterträdare Nicolás Maduro har lett landet med järnhand. Venezuela har världens största oljereserver och var tidigare det mest välmående landet i Latinamerika. Men på senare år har ekonomisk vanskötsel i kombination med sjunkande oljepriser orsakat den värsta krisen i landets historia. Negativ tillväxt, hyperinflation och akut varubrist har utlöst en humanitär katastrof. Levnadsförhållandena i Venezuela har på kort tid gått från normalt välstånd för regionen till direkt misär för en majoritet av invånarna. Sällan har läget försämrats så snabbt i ett land som inte befinner sig i krig. Hungern är nu utbredd och människor dör i sjukdomar som tidigare var lätta att bota.